# Direct2D
Direct2D是微軟公司用來取代DirectDraw以及GDI、GDI+等的一项新技術，主要提供2D動畫的硬體加速，支援Windows Vista SP2和Windows 7及以上的微软Windows操作系统。
Direct2D技術架構於Direct3D 10.1 API之上，能够透過硬件加速功能來建立2D图形，而且完全支持透明和Alpha混合。Direct2D亦支援软件实现（Software rasterizer），即在显卡不支持硬件加速的情況下，Direct2D仍可以使用软件方式描繪，且效果仍優於GDI。
Direct2D可以使用DXGI（DirectX Graphics Infrastructure）與交互操作，Direct2D还能很好的支持DirectWrite。
Direct2D的支持高品質的渲染，具有以下特點：
- 支援ClearType文字的呈現方式（DirectWrite提供）
- 消除原圖鋸齒狀（Per primitive antialiasing）
- 幾何形狀（直線，曲線）和位圖繪製和填寫。
- 純色（Solid color）、線性。
- 描繪中間層。
- 多元的幾何操作（如unions、intersections、widening、outlining等）

Direct2D的使用設備的獨立坐標系統，它可以依照顯示螢幕的大小來自動調整GUI的DPI縮放。現在Direct2D已被用於Internet Explorer 9及Mozilla Firefox 4。

## 外部連結
- Blog of Direct2D Lead Developer Thomas Olsen
- Blog of Direct2D Developer Tom Mulcahy（页面存档备份，存于）
- Direct2D White Papers（页面存档备份，存于）
- Windows 7: Introducing Direct2D and DirectWrite（页面存档备份，存于） - PDC 2008 video
- Windows API Code Pack for Microsoft .NET Framework（页面存档备份，存于） - allows developing Direct2D apps in managed code
- Introducing Direct2D（页面存档备份，存于） - June 2009 issue of MSDN Magazine
- Drawing with Direct2D（页面存档备份，存于） - September 2009 issue of MSDN Magazine
- Direct2D API for Microsoft .Net Framework 4（页面存档备份，存于） - Direct2D API for Microsoft .Net Framework 4